# Lucie
Ženské jméno Lucie (nebo též Lucia) pochází z latinského slova lux – světlo a význam jména je „světlá“, „zářící“. Mužskou podobou jména je Lucian a Lucius. Ve Švédsku se svátku svaté Lucie říká Svátek světel, písemně byl doložen již roku 1780.
Ve starověkém římském náboženství, Lucina byla bohyně porodu, která chránila životy rodiček. Lucina byla též přípona pro bohyni Juno. Jméno obvykle znamená „ta, která přináší děti na světlo“. Má posvátný háj lotosových stromů, kde se nachází i její chrám.
V českém prostředí pochází první písemná zmínka o Luciích od Jakuba Jana Ryby.

## Historie

### Svatá Lucie
Svatá Lucie je jednou z žen, které zemřely pro svou křesťanskou víru mučednickou smrtí. Říká se, že Lucie zahynula 13. 12. roku 304 a od té doby si křesťané připomínají v tento den její památku.
Lucie se narodila ve 3. století v sicilských Syrakusách v rodině zámožných křesťanů, ale po otcově smrti se ji matka rozhodla provdat za bohatého pohana. Lucie svého nápadníka odmítla a navíc si vyžádala své věno, aby ho mohla rozdat chudým lidem. Učinila tak, ale její nápadník ji obvinil z tajného křesťanství. Soudce jí nařídil přinést oběť pohanským bohům, což dívka odmítla. Proto poručil odvléct ji do nevěstince, ale Lucie stála jak přirostlá k zemi a nepohnul s ní ani volský potah. Oheň, který okolo ní zapálili, jí neublížil. Kat, který byl  přítomen, vrazil Lucii meč do hrdla. Svatá Lucie proto bývá zobrazována s hrdlem probodeným mečem.

## Statistické údaje
Následující tabulka uvádí četnost jména v ČR a pořadí mezi ženskými jmény ve srovnání roků, pro které jsou dostupné údaje MV ČR – lze z ní tedy vysledovat trend v užívání tohoto jména:
| Rok       | Četnost              | Pořadí  |
| 1999      | 87 772               | 14.     |
| 2002      | 90 275               | 14.     |
| 2007      | 100 369              | 11.     |
| 2011      | 104 759              | 10.     |
| Porovnání | Celkem o 16 983 více | 4 místa |

Změna procentního zastoupení tohoto jména mezi žijícími ženami v Česku (tj. procentní změna se započítáním celkového úbytku žen v ČR za sledované tři roky) je +3,7%, což svědčí o poměrně strmém nárůstu obliby tohoto jména.
V lednu 2006 se podle údajů ČSÚ jednalo o 10. nejčastější ženské jméno mezi novorozenci.

## Domácí formy jména
- Lucka, Lucinka, Luci, Lúca, Lucina, Luciana, Lucinda, Lucík, Luciška, Lucajs, Lucajsík

## Jméno Lucie vjiných jazycích
- Anglicky: Lucille, Lucy
- Francouzsky: Lucie, Lucienne
- Maďarsky: Luca
- Německy: Lucia
- Španělsky: Lucía
- Italsky: Lucia
- Polsky: Łucja, Lucyna
- Keltsky: Lugh

## Datum jmenin
- Český kalendář: 13. prosince

## Pranostiky
- Svatá Lucie noci upije a dne nepřidá
- Svatá Lucie noci upije a dne přidá, co slepice zívá
- Na svatou Lucii jasný den, urodí se konopí i len
- Svatá Lucie je královnou noci
- Jaké jsou dni od sv. Lucie do Božího narození, takové jsou též měsíce příštího roku (12 dní – 12 měsíců)

### Svatá Lucie noci upije a dne nepřidá
Pro lepší srozumitelnost bychom mohli doplnit text této pranostiky takto: „Svatá Lucie [večer] noci upije a [ráno] dne nepřidá.“ 
Vyjadřuje, že v našich zeměpisných šířkách (kolem 50° severně) podle občanského času nastává nejdřívější západ Slunce již kolem 13. prosince (na Lucii), zatímco nejpozdější východ Slunce až několik dní po slunovratu. Nejdřívější západ a nejpozdější východ Slunce tedy nepřipadají na den slunovratu (kolem 21. prosince). Touto dobou se totiž Země pohybuje blízko svého perihelia, kterým prochází kolem 4. ledna, kdy se na své orbitě kolem Slunce pohybuje nejrychleji. Díky tomu jsou pravé sluneční dny delší než 24 hodin, takže východy i západy Slunce se postupně zpožďují.

## Významné osoby se jménem Lucie
- Lucie Bakešová – česká etnografka a sociální pracovnice
- Lucie Benešová (* 1974) – česká herečka a moderátorka
- Lucie Bílá (vl. jménem Hana Zaňáková, * 1966) – česká herečka a zpěvačka
- Lucie Bittalová – česká aktivistka
- Lucie Borhyová (* 1978) – česká moderátorka
- Lucie Březovská – česká herečka
- Lucie Černíková (* 1981) – česká herečka a zpěvačka
- Lucia Gažiová – slovenská herečka, zpěvačka a skladatelka
- Lucie Décosseová – reprezentantka Francie v judu
- Lucie Dvořáková (* 1978) – moravská diskžokejka
- Lucie Ferliková – česká malířka
- Lucie Filimonova – česká malířka
- Lucie Grolichová – česká moderní pětibojařka
- Lucie Hadašová – modelka a česká Miss World 2007
- Lucie Hollmann – německá herečka
- Lucie Hradecká (* 1985) – česká tenistka
- Lucie Hrozová (* 1988) – česká horolezkyně
- Lucie Hrstková (* 1981) – česká reprezentantka v alpském lyžování
- Lucie Charvátová – česká biatlonistka z Vrchlabí
- Lucie Chlumská – česká herečka, zpěvačka a moderátorka
- Lucie Chroustovská – česká běžkyně na lyžích
- Lucie Chytilová-Scheinostová – československá hráčka baskatbalu
- Lucie Chytrá – česká sportovkyně a trenérka juda
- Lucie Jeanne – francouzská herečka
- Lucie Jurčáková – česká modelka, vizážistka, porno herečka a agentka
- Lucie Juřičková (* 1965) – česká herečka
- Lucie Kachtíková – česká modelka
- Lucie Klímová – česká malířka a zpěvačka
- Lucie Klukavá – česká modelka a vítězka imiss 2008
- Lucie Koldová – designérka nábytku a světel
- Lucie Konášová – česká scenáristka
- Lucie Konečná – česká scenáristka
- Lucie Koňaříková Salamé – česká moderátorka
- Lucie Kovandová – modelka a česká Miss World 2013
- Lucie Kovaříková (* 1972) – česká cestovatelka
- Lucie Králová – česká režisérka
- Lucie Šlégr Králová – modelka a Česká Miss World 2005
- Lucie Kriegsmannová – česká tenistka
- Lucie Křížková, rodným jménem Lucie Váchová – Miss České republiky 2003
- Lucie Kursová – česká archeoložka, historička architektury a politička
- Lucie Kušnírová – česká herečka
- Lucie Laurier – kanadská herečka
- Lucie Leišová – česká dálková a zimní plavkyně
- Lucy Liu – americká herečka
- Lucie Lomová – česká výtvarnice
- Lucie Louetteová Kanningová – francouzská zápasnice – judistka
- Lucie Lukačovičová – česká spisovatelka a překladatelka
- Lucie Luštincová – česká skialpinistka a mistryně ČR
- Lucie Májková – česká atletka
- Lucie Martínková – česká fotbalistka
- Lucia Molnárová – slovenská herečka
- Lucie Ondraschková – česká atletka, vícebojařka
- Lucie Orgoníková – česká politička
- Lucie Otýlie z Hradce – česká šlechtična
- Lucie Pernetová (* 1978) – česká herečka
- Lucie Petrišková – 1. vicemiss Bohemia 2007
- Lucie Phan – česká herečka, režisérka a scenáristka
- Lucia Piussi – slovenská herečka a zpěvačka
- Lucie Polišenská – česká herečka
- Lucie Přibáňová – česká fotbalistka
- Lucie Radová – česká novinářka a cestovatelka
- Lucie Ramnebornová – ředitelka a manažerka mnoha privátních firem
- Lucie Redlová – česká zpěvačka a písničkářka
- Lucie Robinson – česká fotografka
- Lucie Seifertová (* 1969) – česká spisovatelka a ilustrátorka
- Lucie Sekanová – česká atletka
- Lucie Silkenová – česká operní zpěvačka
- Lucia Sipošová – slovenská herečka
- Lucie Smatanová – česká modelka
- Lucie Stropnická – česká scenáristka a textařka
- Lucie Svobodová – česká výtvarnice
- Lucie Šafářová – česká tenistka
- Lucie Škrobáková – česká atletka a běžkyně
- Lucia Šoralová – slovenská zpěvačka
- Lucie Šteflová – česká herečka
- Lucie Štěpánková (* 1981) – česká herečka
- Lucie Talmanová (* 1967) – česká politička
- Lucie Theodorová – česká modelka a pornoherečka
- Lucie Trmíková – česká herečka, zpěvačka a scenáristka
- Lucie Tvarůžková – česká novinářka
- Lucie Veselá (* 1985) – česká cyklistka
- Lucie Vondráčková (* 1980) – česká herečka a zpěvačka
- Lucie Vopálenská – česká novinářka a moderátorka
- Lucie Výborná – česká moderátorka
- Lucie z Rujány – polská kněžna
- Lucie Sára Závodná – česká spisovatelka
- Lucie Zedníčková (* 1968) – česká herečka
- Lucie Žáčková (* 1978) – česká herečka
- Lucie Žulová – česká herečka
- LucyPug (* 1995) – slovenská youtuberka, vloggerka a bloggerka

## Další významy
- Lucie (hudební skupina)
- Lucie – film 1963
- Lucie – film 2000
- Lucie, postrach ulice – česko-německý koprodukční film a stejnojmenný televizní seriál
- Lucinka (Letopisy Narnie) – fiktivní postava
- Lucie z Lammermooru – opera Gaetana Donizettiho